# Emipene
Un emipene (plurale emipeni) è una delle due parti degli organi riproduttivi di un esemplare maschio di alcuni ordini dei rettili (squamata: serpenti, lucertole e Amphisbaenia) e dei pesci (squali).
Gli emipeni sono normalmente coperti, all'interno del corpo, e sono scoperti per la riproduzione attraverso il tessuto erettile, come avviene per il pene umano. Solo un pene può essere utilizzato per volta, e diverse prove indicano che i maschi ne alternano l'uso durante l'accoppiamento. Gli emipeni possono assumere una varietà di conformazioni, secondo la specie, e spesso comprendono spine o ganci per ancorare il maschio alla femmina. Alcune specie hanno persino emipeni biforcati (ogni emipene ha due punte). Necessitando di essere rovesciati e scoperti, gli emipenidotteri non hanno un condotto completamente interno per l'afflusso dello sperma, ma piuttosto una scanalatura seminale che lo sigilla durante l'espansione del tessuto erettile. Gli emipeni sono posti dietro la cloaca.